# Nicole Linkletter Nathanson
Nicole Linkletter Nathanson (* 27. Februar 1985 in Grand Forks, North Dakota als Nicole Linkletter) ist ein US-amerikanisches Model, das durch den Sieg in der fünften Staffel der Fernsehserie America’s Next Top Model im Jahr 2005 bekannt wurde.
Linkletter besuchte bis 2003 die Red River High School in Grand Forks. Sie nahm 2005 an der Castingshow America’s Next Top Model teil und belegte den ersten Platz. Ihr Gewinn waren unter anderem Verträge mit Ford Models und CoverGirl. In den folgenden Jahren war sie international als Model tätig und wechselte mehrmals ihre Modelagentur (Elite Model Management, dann zu Nous Model Management). Linkletter war auf mehreren Titelseiten zu sehen (z. B. Elle, Vanidades, Women’s Health, Fitness Magazine), lief Laufstegshows und wirkte in Werbekampagnen, etwa von C&A Mexiko, Volcom und Skechers, mit.
Linkletter zog nach ihrem Sieg nach Los Angeles und setzte ihr Marketingstudium an der California State University, Northridge neben ihrer Modelkarriere fort. 2009 machte sie ihren Abschluss und heiratete Ende 2013 Adam Nathanson. Mit zwei Kindern lebt die Familie in Los Angeles.